# Klasztor dominikanów w Katowicach
Klasztor dominikanów w Katowicach – konwent Zakonu Kaznodziejskiego w Katowicach z siedzibą przy ulicy Sokolskiej 12, na terenie dzielnicy Śródmieście. Funkcjonuje od 2012 roku przy parafii Przemienienia Pańskiego, w której dominikanie sprawują działalność duszpasterską. 

## Historia
Klasztor dominikanów został ustanowiony na obszarze katowickiej parafii Przemienienia Pańskiego, której początki sięgają 1938 roku, kiedy w lipcu ówczesny kościół starokatolików przy ulicy Sokolskiej został przejęty przez wspólnotę katolicką, a 7 sierpnia stał się własnością parafii Mariackiej. Dekretem biskupa katowickiego Stanisława Adamskiego z 27 stycznia 1940 roku erygowano kurację Przemienienia Pańskiego, wydzieloną z parafii śś. ap. Piotra i Pawła oraz Niepokalanego Poczęcia Najświętszej Maryi Panny, z mocą obowiązującą od 15 marca tego samego roku. W latach 1975–1978 kościół parafialny został przebudowany według projektu Tadeusza Łobosa.
26 sierpnia 2012 roku arcybiskup metropolita katowicki Wiktor Skworc przekazał parafię Przemienienia Pańskiego w ręce dominikanów wraz z umożliwieniem im posługi duszpasterskiej na jej terenie. Tego samego dnia dekretem generała zakonu o. Bruno Cadoré OP został erygowany w Katowicach Dom Przemienienia Pańskiego Polskiej Prowincji Zakonu Kaznodziejskiego.
Starania o założenie klasztoru dominikanów na terenie Katowic sięgają natomiast już okresu powojennego, a dokładniej lat 1946–1947. W tym czasie w kręgach kościelnych zrodził się pomysł powierzenia duszpasterstwa w Śródmieściu Katowic wyspecjalizowanej grupie kaznodziejów. W tej sprawie prowadzona była korespondencja pomiędzy katowickim biskupem sufraganem Juliuszem Bieńkiem a prowincjałem krakowskich dominikanów o. Bernardem Przybylskim OP. Główną przyczyną dla którego nie powierzono wówczas im duszpasterstwa był brak możliwości zakwaterowania, które spełniałyby wymogi życia mniszego.
Pierwotnie katowicki zakon dominikanów liczył pięciu braci i stanowił dom zakonny. Jego przełożonym został mianowany o. Andrzej Kuśmierski OP. Gdy w lipcu 2013 roku dołączył do nich szósty dominikanin, wspólnota Domu Przemienienia Pańskiego w Katowicach wystąpiła z prośbą do prowincjała Rady Prowincji Zakonu Kaznodziejskiego o utworzenie w Katowicach konwentu. 13 września tego samego roku rada przychyliła się do tej prośby, a tydzień później przełożony polskich dominikanów o. Krzysztof Popławski OP ustanowił w Katowicach konwent Przemienia Pańskiego.

## Przełożeni
- o. Michał Śliż OP (2012–2015)[2][6]
- o. Tomasz Golonka OP (2015–2024)[6][7]
- o. Maciej Soszyński OP (od 2024)[8]

## Działalność duszpasterska
Klasztor dominikanów znajduje się przy ulicy Sokolskiej 12 w Katowicach, na terenie dzielnicy Śródmieście. Siedzibę ma tutaj także rzymskokatolicka parafia Przemienienia Pańskiego, której proboszczem jest jednocześnie przeor konwentu dominikanów w Katowicach. Jest ona częścią dekanatu Katowice-Śródmieście archidiecezji katowickiej.
Katowicki klasztor dominikanów to dziewiętnasta tego typu placówka na terenie Polski. Posługuje tutaj sześciu braci kaznodziejów.
Przy klasztorze dominikanów działalność prowadzą różnego rodzaju wspólnoty, w tym m.in.: Dominikańskie Duszpasterstwo Studentów, Dominikańskie Duszpasterstwo Absolwentów, Dominikańska Szkoła Teologii, fraternia św. Józefa Oblubieńca Najświętszej Maryi Panny, Dominikańskie Duszpasterstwo Młodzieży „Petarda” czy Dominikańskie Duszpasterstwo Rodzin.